# 이덕형 초상 초본
이덕형 초상 초본(李德馨 肖像 初本)은 부산광역시 서구 동아대학교 박물관에 있는 조선시대의 초상화 초본이다. 2019년 4월 10일 부산광역시의 유형문화재 제198호로 지정되었다.

## 개요
이덕형(1561년~1613년)은 조선 중기의 재상으로 본관은 광주이며 자는 명보明甫, 호는 한음漢陰, 쌍송雙松, 포옹산인抱雍散人, 시호는 문익文翼이다. 이덕형은 오성鰲城 이항복(1556년~1618년)과의 우정으로도 유명하다. 선조 13년(1580) 별시에 급제하여 벼슬길에 오른 이후 예조참판, 대제학을 거쳐 병조판서, 영의정 등 주요 관직을 두루 역임하였다.
임진왜란과 병자호란 이후 공신 책봉이 많았고 이와 더불어 공신초상화도 증가하였는데 이 초상화도 공신초상화 중 하나라 할 수 있다. 안면을 살색으로 가볍게 시채한 다음 갈색선으로 윤곽을 잡고 선염기를 적극적으로 나타내진 않은 수법이나 얼굴은 섬세한 반면 옷주름은 간략하고 대담하여 초본일 가능성이 있다.
조선중기 특유의 좌안 7분면의 취세로 묘사되었으며, 세필선묘 위주의 안면묘사, 음영 없는 얕은 담채, 낮아진 검은 색 사모紗帽와 짧고 넓어진 좌우 뿔의 양태와 무늬도 양식상 17세기에 그려진 것으로 생각되나 19세기에 그려졌을 가능성도 있다.
이 작품과 잘 비교되는 작품으로는 이덕형과 함께 죽마고우로 잘 알려진 서울대학교박물관 소장 <이항복 초상>이다. 후자는 17세기 초상화 중 걸작으로 잘 알려져 있으며 양식상으로도 유사한 점이 많다. 그러나 <이항복 초상>과 <이덕형 초상>은 시대는 비슷하나 여러 가지 점에서 차이점이 많다. 우선 전자는 화첩본이며 후자는 액자이고, 전자는 초상화와 함께 인물에 대한 간략한 젅기문이 기록되어 있고 화첩 표지에도 이항복상임을 명기한 데 비해 후자는 이덕형 초상임을 알리는 아무런 기록이 없다. 또 전자는 초본임이 확실하며, 희귀하게도 화면 상단에 붉은 글씨로 '用'자가 적혀 있다. 이 점은 서울대 소장 <이항복 초상>이 초본 중에서도 우수한 것으로 당시에 인정되어 정본을 그리는 데 사용되었음을 보여주는 것으로 해석된다. 또 양자는 크기나 바탕 종이, 세부 화풍상으로도 다소 차이를 보여준다.
<이덕형 초상>은 현존하는 다른 이덕형의 초상에 비해 우수한 작품으로 평가된다. 일본 덴리대 소장의 반신상이나 경기도박물관 소장의 20세기 이모본 등 기존의 다른 이덕형 초상에 비해 예술적 우수성을 인정받아 부산광역시유형문화재로 지정되었다.

## 같이 보기
- 이덕형

## 참고 문헌
- 이덕형 초상 초본 - 국가유산청 국가유산포털